# アソシエイツ
アソシエイツ（The Associates）は、主に1980年代に活躍したイギリス・スコットランド出身のバンド。初期はビリー・マッケンジーとアラン・ランキンを中心としたバンド形態で、その後はビリー・マッケンジーのソロ・プロジェクトとして活動した。

## 来歴

### 第1期（1979年から1982年まで）
ビリー・マッケンジーとアラン・ランキンは1976年ダンディー市で出会い、キャバレー・デュオ「The Ascorbic Ones」を結成した。その後、「Mental Torture」というバンド名でレコーディングをし、1978年にアソシエイツと改名した。
1979年、デヴィッド・ボウイの「Boys Keep Swinging」のカヴァーでデビュー。フィクション・レコードからファースト・アルバム『The Affectionate Punch』を、Situation Twoに移籍してからのシングル集でセカンド・アルバム『碧い幻 (Fourth Drawer Down)』を発表する。
1982年に発表したシングル「Party Fears Two」でブレイクし、「Club Country」「18 Carat Love Affair」とシングル・ヒットに恵まれる。同じ年に彼らの作品で商業的に最も成功したアルバム『サルク』を発表した。しかしワールド・ツアーをめぐる意見の違いからアランと喧嘩別れし、彼はその年の10月に正式脱退した。

### 第2期（1983年から1990年まで）
アランの脱退後、アソシエイツはビリーのソロ・プロジェクトとして1990年まで活動することになる。アルバム『パーハップス』を1985年に発表後、『The Glamour Chase』に着手する。だが、アルバム制作が遅れた件で当時の所属レコード会社だったWEAと折り合いが悪くなり、1989年に解雇される。それは『The Glamour Chase』を発表する機会を逃すことだった（2002年に発表）。同年にヴァージン・レコード傘下のレーベルに移籍し、アルバム『ワイルド・アンド・ロンリー』を発表した後、ビリーはアソシエイツを名乗ることを止めた。

### その後
ビリーはその後、1992年にドイツのダンス・ミュージック・シーンに影響を受けたアルバム『Outernational』をソロ名義で発表したが、あまり当たったとはいえなかった。1993年、ベルギーのクレプスキュール・レーベルなどで仕事をしていたアランと11年ぶりに再会し、アソシエイツ再結成を念頭に置いたデモテープ作りを行った。しかし、ビリーがオーディションやツアーに乗り気ではなく、再結成をすることで束縛されることを怖れたため、再結成はご破算となる。
その後、ビリーはSteve Aungleと組んで音楽活動をしたが、発表の機会に恵まれなかった。1996年に元メンバーでザ・キュアーにも参加していたマイケル・デンプシーや、アポロ440などとの仕事をきっかけにヌード・レコードとの契約をするが、母親が亡くなったことでうつ病が悪化。1997年に自殺する。
彼が亡くなった頃、アソシエイツのアルバムはほとんどが廃盤となった。しかし、マイケル・デンプシーと遺族が旧作や未発表作の発売に尽力したため、長らく幻のアルバムだった『The Glamour Chase』や、再結成時やデビュー前の音源を集めた『Double Hipness』などのレア音源が次々に発売されるようになった。
アランは現在、グラスゴーにあるストウ・カレッジで講師の仕事をしており、生徒の一人が参加していたベル・アンド・セバスチャンのファースト・アルバム『タイガーミルク』の制作をサポートしたことでも知られる。

## ディスコグラフィ

### スタジオ・アルバム
- The Affectionate Punch (1980年、Fiction)
- 『サルク』 - Sulk (1982年、Associates/Beggars Banquet)
- 『パーハップス』 - Perhaps (1985年、WEA)
- 『ワイルド・アンド・ロンリー』 - Wild and Lonely (1990年、Circa)
- The Glamour Chase (2002年) ※1988年録音

### コンピレーション・アルバム
- 『碧い幻』 - Fourth Drawer Down (1981年、Situation Two)
- 『ベスト・オブ・アソシエイツ』 - Popera (1990年、EastWest)[1]
- The Radio 1 Sessions (1994年、Nighttracks)[1]
- Double Hipness (2000年、V2)[1]
- The Glamour Chase & Perhaps (2002年、Warner Strategic Marketing)[1]
- The Radio One Sessions Volume One 1981-1983 (2003年、Strange Fruit)[1]
- The Radio One Sessions Vol. 2 1984-1985 (2003年、Strange Fruit)[1]
- Singles (2004年、Warner Strategic Marketing)[1]
- The Very Best Of (2016年、Union Square Music/Metro Select)[1]

### シングル
- "Boys Keep Swinging" (1979年、Double Hip)
- "A" (1981年)
- "Would I...Bounce Back?" (1981年)
- "Q Quarters" (Situation Two, 1981年)
- "Tell Me Easter's on Friday" (1981年、Situation Two)
- "Kites" [as 39 Lyon Street] (1981年)
- "Kitchen Person" (1981年、Situation Two)
- "Message Oblique Speech" (1981年、Situation Two)
- "White Car in Germany" (1981年、Situation Two)
- "Party Fears Two" (1982年、WEA) ※全英9位
- "Club Country" (1982年、WEA) ※全英13位
- "18 Carat Love Affair"/"Love Hangover" (1982年、WEA) ※全英21位
- "Those First Impressions" (1984年) ※全英43位
- "Waiting For the Love Boat" (1984年) ※全英53位
- "Breakfast" (1984年) ※全英49位
- "Take Me To the Girl" (1985年) ※全英95位
- "Heart of Glass" (1988年) ※全英56位
- "Fever" (1990年、circa) ※全英81位
- "Fire to Ice" (1990年) ※全英92位
- "Just Can't Say Goodbye" (1990年) ※全英79位